# Gusztáv, a pacifista
A Gusztáv, a pacifista a Gusztáv című rajzfilmsorozat első évadának tizenhatodik epizódja.

## Rövid tartalom
Gusztáv egy tévéjáték hatására elhatározza, hogy minden erőszakot megakadályoz, de pórul jár.

## Alkotók
- Írta és rendezte: Nepp József
- Zenéjét szerezte: Pethő Zsolt
- Operatőr: Neményi Mária
- Hangmérnök: Horváth Domonkos
- Vágó: Czipauer János
- Háttér: Szoboszlay Péter
- Rajzolták: Csiszér Ágnes, Révész Gabriella, Vásárhelyi Magda
- Színes technika: Boros Magda, Dobrányi Géza
- Gyártásvezető: Bártfai Miklós

Készítette a Pannónia Filmstúdió.